# Zespół zmiażdżenia
Zespół zmiażdżenia (zespół Bywatersa, ang. crush syndrome, Bywaters' syndrome) – nagłe pogorszenie czynności wydalniczej nerek prowadzące często do ich ostrej niewydolności, spowodowane zaczopowaniem układu filtracyjnego produktami rozpadu tkanek (głównie mioglobiną) powstałymi na skutek silnego urazu z towarzyszącym zmiażdżeniem tkanek wywołującym rabdomiolizę.

## Najczęstsze dolegliwości i objawy
Osoby z rozwijającą się niewydolnością nerek demonstrują zazwyczaj następujące objawy:
- zmniejszenie ilości oddawanego moczu poniżej 300 ml na dobę
- osłabienie, uczucie zmęczenia, zaburzenia koncentracji, bóle głowy
- obrzęki w przypadku towarzyszącego przewodnienia ustroju
- duszność
- brak łaknienia, nudności i wymioty, biegunka
- świąd skóry
- drobne wybroczyny na skórze (plamica)

Szybkiego kontaktu z lekarzem wymaga:
- pojawienie się drgawek (może świadczyć o obrzęku mózgu)
- pojawienie się duszności
- narastanie obrzęków
- pojawienie się bólów mięśni